# You Wish
You Wish – singel z debiutanckiej płyty amerykańskiej piosenkarki i aktorki Lalaine Inside Story. Został wydany w 2003 roku. Piosenka była soundtrackiem do filmu You Wish!.

## Lista utworów
1. "You Wish" (Erik Isaacs, Jay Lazaroff) – 3:30
2. "You Wish" (instrumental) (Isaacs, Lazaroff) – 3:30
3. "Running in Circles" (Lalaine) – 3:57